# Liège-Bastogne-Liège 2008
94. edycja klasyku Liège-Bastogne-Liège odbyła się 27 kwietnia 2008 roku na trasie długości 261 kilometrów. W wyścigu wziął udział jeden reprezentant Polski. Michał Gołaś nie dojechał do mety. Zwycięzcą został Hiszpan Alejandro Valverde z grupy Caisse d’Epargne, który po sprinterskim finiszu wyprzedził Włocha Davide Rebellina oraz Luksemburczyka Franka Schlecka. Valverde jest pierwszym reprezentantem swojego kraju, który wygrał ten wyścig.

## Podjazdy
Klasyk Liège-Bastogne-Liège słynie z trudnych podjazdów. W tym roku było ich 12 (wliczając finałowy podjazd):
| Km    | Nazwa                        | Długość podjazdu | Nachylenie |
| ----- | ---------------------------- | ---------------- | ---------- |
| 57,5  | Côte de Ny                   | 1,8 km           | 5,7 %      |
| 82,0  | Côte de la Roche-en-Ardenne  | 2,8 km           | 4,9 %      |
| 128,0 | Côte de Saint Roch           | 0,8 km           | 12 %       |
| 172,0 | Côte de Wanne                | 2,7 km           | 7 %        |
| 178,5 | Côte de Stockeu              | 1,1 km           | 10,5 %     |
| 184,0 | Côte de la Haute-Levée       | 3,4 km           | 6 %        |
| 196,5 | Côte du Rosier               | 4,0 km           | 5,9 %      |
| 209,0 | Côte de la Vecquée           | 3,1 km           | 5,9 %      |
| 226,5 | Côte de la Redoute           | 2,1 km           | 8,4 %      |
| 232,0 | Côte de Sprimont             | 1,4 km           | 4,7 %      |
| 241,5 | Côte de la Roche aux Faucons | 1,5 km           | 9,9 %      |
| 255,5 | Côte de Saint-Nicolas        | 1,0 km           | 11,1 %     |

## Klasyfikacje wyścigu

### Generalna
|    | Zawodnik              | Kraj       | Drużyna          | Czas         |
| -- | --------------------- | ---------- | ---------------- | ------------ |
| 1  | Alejandro Valverde    | Hiszpania  | Caisse d’Épargne | 6h 44'04"    |
| 2  | Davide Rebellin       | Włochy     | Gerolsteiner     | ten sam czas |
| 3  | Fränk Schleck         | Luksemburg | Team CSC         | ten sam czas |
| 4  | Andy Schleck          | Luksemburg | Team CSC         | + 0.30"      |
| 5  | Christian Pfannberger | Austria    | Barloworld       | + 0.40"      |
| 6  | Thomas Dekker         | Holandia   | Rabobank         | + 0.40"      |
| 7  | Cadel Evans           | Australia  | Silence-Lotto    | + 0.40"      |
| 8  | Joaquim Rodríguez     | Hiszpania  | Caisse d’Épargne | + 0.48"      |
| 9  | Paolo Bettini         | Włochy     | Quick Step       | + 1.03"      |
| 10 | Vincenzo Nibali       | Włochy     | Liquigas         | + 1.03"      |

### Górska
Na trasie znalazło się 12 premii górskich za czołowe miejsca. Klasyfikację wygrał Rosjanin Paweł Brutt, który przez większość trasy uczestniczył w ucieczce.
|   | Zawodnik       | Kraj       | Drużyna                | Punkty |
| - | -------------- | ---------- | ---------------------- | ------ |
| 1 | Paweł Brutt    | Rosja      | Tinkoff Credit Systems | 30     |
| 2 | Pierre Rolland | Francja    | Crédit Agricole        | 14     |
| 3 | Andy Schleck   | Luksemburg | Team CSC               | 8      |
| 4 | Fränk Schleck  | Luksemburg | Team CSC               | 6      |
| 5 | David Kopp     | Niemcy     | Cycle Collstrop        | 5      |